# Gerhard Winroth
Ernst Gerhard Pontus Winroth, född den 27 juni 1879 i Stockholm, död den 4 maj 1966 i Danderyds församling, Stockholms län, var en svensk militär och gymnastikledare. Han var son till Ernst August Winroth.
Winroth blev underlöjtnant vid Älvsborgs regemente 1899, löjtnant 1904 och kapten 1911. Han befordrades till major i armén 1923, vid Värmlands regemente 1924, på övergångsstat 1926, i reserven 1934. Winroth var föreståndare för Gymnastiska centralinstitutet 1930–1936. Han blev riddare av Svärdsorden 1920 och av Vasaorden 1924. Winroth vilar i en familjegrav på Norra begravningsplatsen utanför Stockholm.